# Lungenfische
Die Lungenfische (Ceratodontiformes / Dipneusti) sind eine Ordnung der Knochenfische (Osteichthyes), die mit sechs rezenten Arten in Afrika, Südamerika und Australien vorkommt. Ihre nächsten lebenden Verwandten sind die Landwirbeltiere (Tetrapoda), gefolgt von den Quastenflossern (Crossopterygiformes). Dipneusti, die wissenschaftliche Bezeichnung der Lungenfische als Klasse, geht auf die maskuline Pluralform des griechischen Kunstwortes δίπνους, dípnous zurück und bedeutet „Doppelatmer“, weil die Lungenfische Kiemen zur Atmung im Wasser haben und Lungen, um Luft von der Wasseroberfläche zu atmen. Der deutsche Name Lungenfische leitet sich davon ab, dass sie über eine einfach gebaute Lunge verfügen.

## Entdeckungsgeschichte

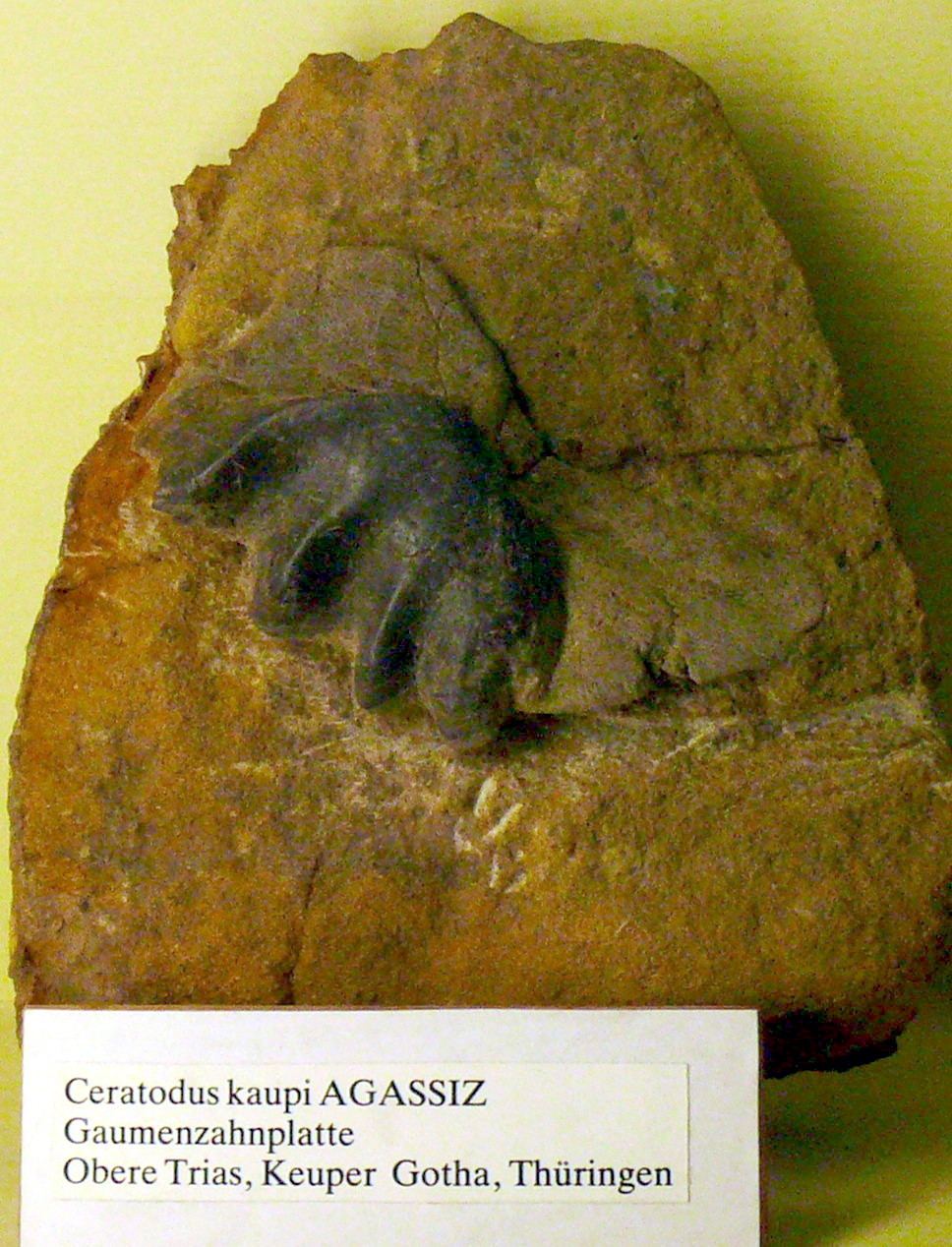
Gaumenzahnplatte von Ceratodus kaupi, Obertrias, Keuper, aus Thüringen

Fossile Lungenfische aus dem Old-Red-Sandstein sind schon seit mehr als 200 Jahren bekannt. Der  Südamerikanische Lungenfisch wurde als erste lebende Art 1836 vom österreichischen Zoologen Johann Natterer entdeckt und 1837 von seinem Kollegen Leopold Fitzinger, dem die Lunge sowie die ungewöhnliche Stellung der äußeren Nasenöffnungen nahe der Oberlippe auffiel, als Reptil beschrieben. Die ersten Wissenschaftler, die lebende Lungenfische zu Gesicht bekamen, konnten nicht glauben, dass sie Fische vor sich hatten. Fitzinger hatte keinen Zweifel, dass der Südamerikanische Lungenfisch ein Reptil sei, zumal man damals die „Kriechtiere“ noch nicht klar in Amphibien und Reptilien unterschied. Der wissenschaftliche Name Lepidosiren bedeutet Schuppenmolch, und diese Bezeichnung hielt sich noch lange im Deutschen, z. B. in Brehms Tierleben.
Der britische Zoologe Richard Owen, der 1839 den Afrikanischen Lungenfisch beschrieb, erkannte dann, dass die Tiere Fische sein müssen. Der Australische Lungenfisch wurde schließlich 1870 in Queensland gefunden, 32 Jahre nachdem sein naher triassischer Verwandter Ceratodus vom Schweizer Paläontologen Louis Agassiz anhand seiner Zahnplatten beschrieben wurde. Albert Günther veröffentlichte 1871 eine genaue anatomische Beschreibung des Australischen Lungenfisches und bestätigte die Fischnatur der Tiere.

## Körperbau

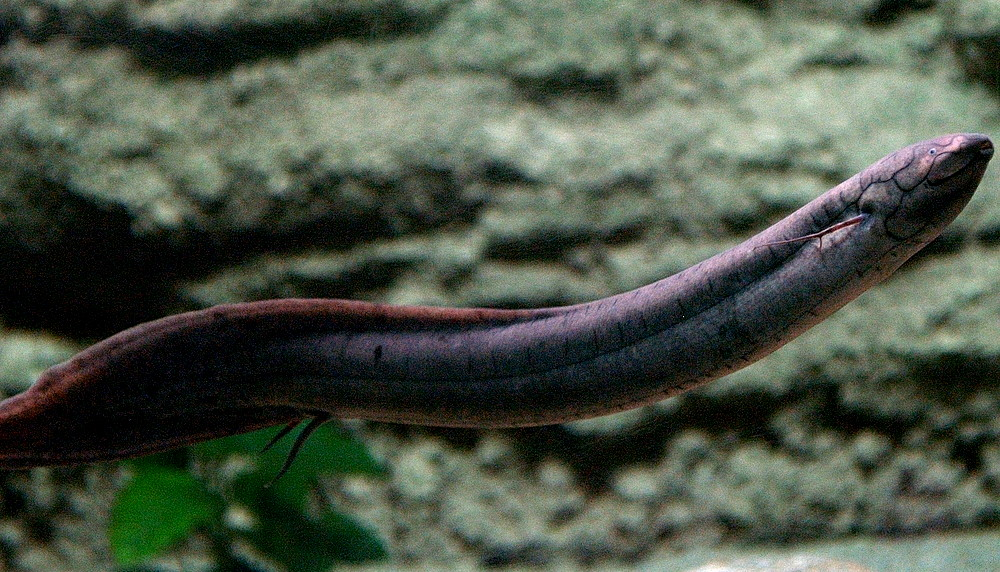
Südamerikanischer Lungenfisch

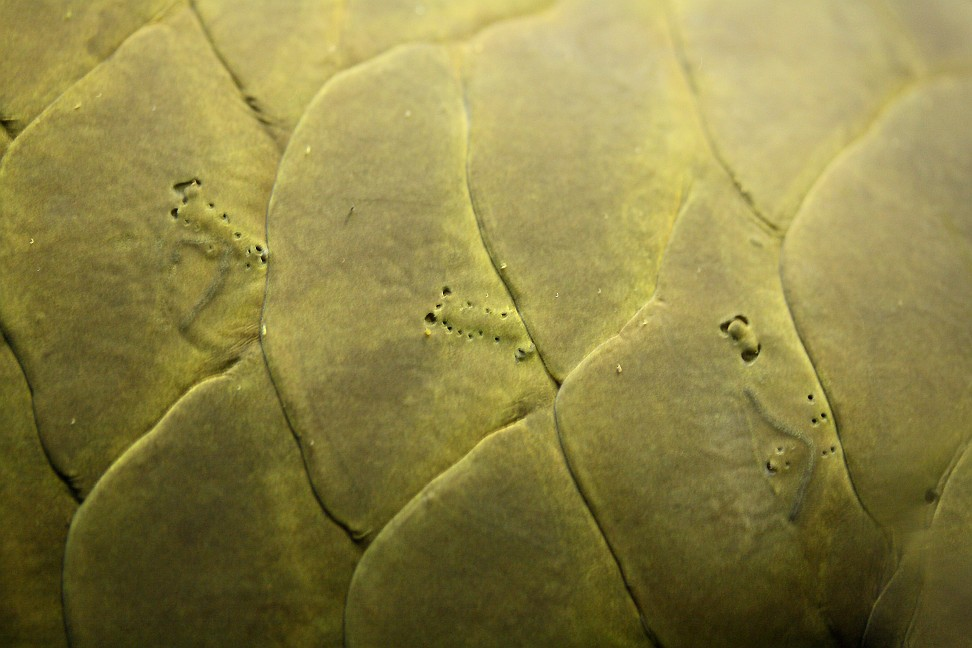
Schuppen des Australischen Lungenfisches

Die rezenten Lungenfische werden 44 Zentimeter bis 2 Meter lang (Äthiopischer Lungenfisch). Bei allen sechs Arten sind die Rückenflosse, die protocerke Schwanzflosse und die Afterflosse zu einem Flossensaum zusammengewachsen. Im Unterschied dazu hatten die Lungenfische des Devon deutlich getrennte Rücken-, After- und Schwanzflossen, die noch heterocerk waren. Der Australische Lungenfisch hat Brust- und Bauchflossen, die von einem teilweise verknöcherten und mit Muskulatur versehenen Skelett gestützt werden. Bei den übrigen fünf Arten sind die paarigen Flossen zu fadenartigen Organen ohne Flossenstrahlen umgestaltet.
Der Australische Lungenfisch hat große, rautenförmige Schuppen, die Schuppen der übrigen Arten sind klein und liegen tief eingebettet in einer drüsenreichen Oberhaut.

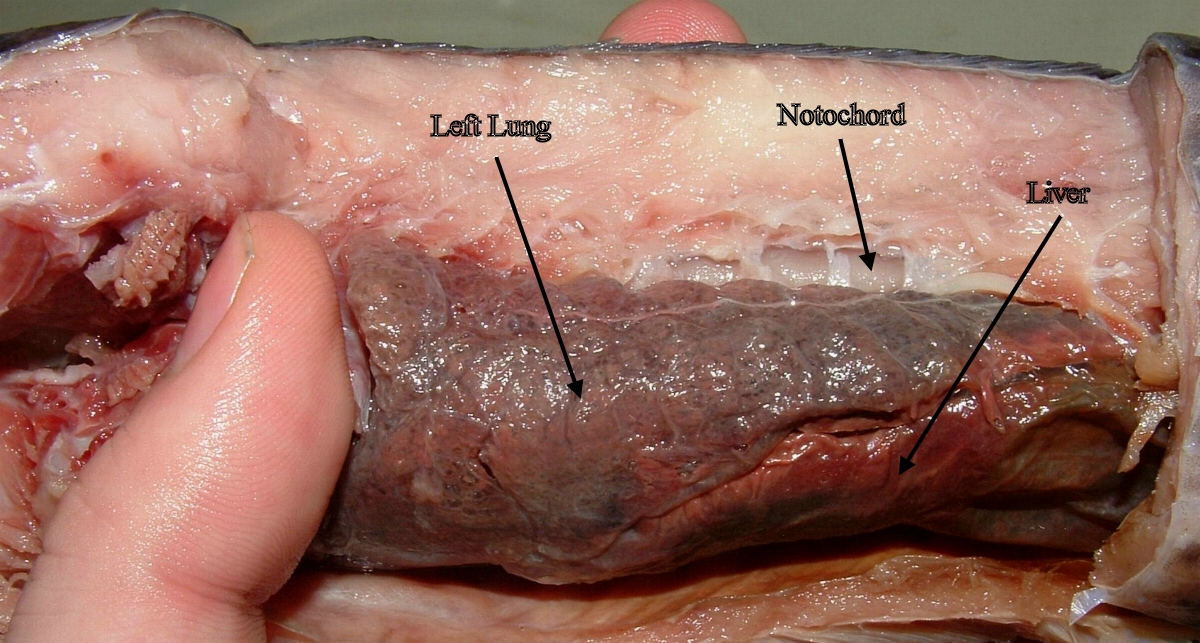
Lungen des Kongo-Lungenfisches (Protopterus dolloi)

Die Lunge der Lungenfische ist ein Organ am Darm, das homolog zur Schwimmblase ist. Der Australische Lungenfisch hat einen einzelnen Lungenflügel, der oberhalb des Darms liegt. Die übrigen Arten haben paarige Lungen, die bauchwärts liegen. In der Regel steigen Lungenfische alle 30 bis 60 Minuten zur Wasseroberfläche auf, um Luft zu atmen.
Die Afrikanischen und Südamerikanischen Lungenfische haben als Larve äußere Kiemenblättchen, die dann aber rückgebildet werden. Einige Arten sind auf Luftatmung angewiesen. Werden sie zu lange unter Wasser festgehalten, ersticken sie – eine für Fische recht ungewöhnliche Eigenschaft. Ihre Kiemen nutzen sie in erster Linie zur Abgabe von Kohlenstoffdioxid, zur Regulation des Säure-Basen-Haushalts und zur Abgabe stickstoffhaltiger Abfallprodukte.
Der Körper der Lungenfische ist langgestreckt, äußerlich unterscheiden sich männliche und weibliche Tiere nicht.
Eine Besonderheit der Dipnoi ist das Lymphgefäßsystem, das sie mit den Landwirbeltieren teilen, nicht aber mit den übrigen Fischen; es muss also im Devon, erst nach der Trennung der Knochenfische in Actino- (Strahlenflosser) und Sarcopterygii (Fleischflosser) entstanden sein.

## Lebensweise

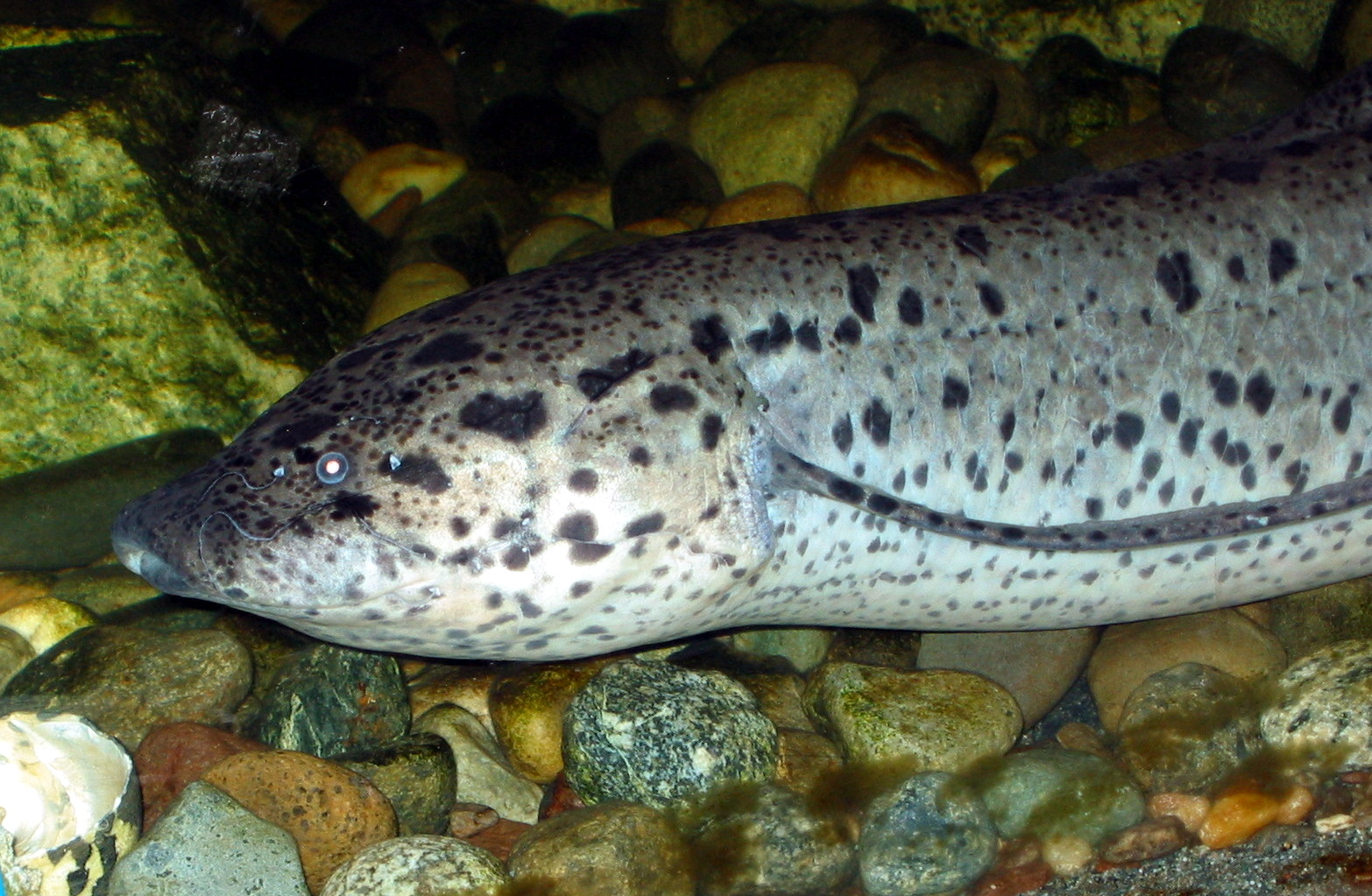
Afrikanischer Lungenfisch

Lungenfische sind sehr träge Tiere, die vor allem kleine stehende oder langsam fließende Gewässer bewohnen. Lediglich der Äthiopische Lungenfisch (Protopterus aethiopicus) bewohnt auch große Seen, z. B. den Tanganjikasee. Lungenfische ernähren sich carnivor und fressen langsame Grundfische, Muscheln, Schnecken, Würmer, Krebstiere und Insektenlarven.
Es wurde berichtet, dass Afrikanische Lungenfische sich bei Trockenheit bis zu vier Jahre in einer aus körpereigenem Schleim und Schlamm bestehenden Hülle verkapseln können.
Zu diesem Zweck graben sie sich in den Schlamm ein und scheiden Schleim ab. Dieser erstarrt und kleidet den in den Schlamm gegrabenen Gang aus. In der Nähe des Mauls bleibt ein Loch, durch das die Lungenatmung ermöglicht wird. In dieser Zeit leben sie von ihrem Muskelgewebe und speichern ihre Ausscheidungsprodukte, denen sie das Wasser entziehen und ihrem Kreislauf wieder zuführen. Sie kugeln sich zusammen und halten ihren Schwanz über die Augen geschlagen, um diese vor Austrocknung zu schützen. Nach einer solchen Phase sehen sie aus wie Trockenfisch und es dauert mehrere Stunden, bis sie sich wieder bewegen können.
Australische Lungenfische (Neoceratodus) können sich im Gegensatz zu ihren Verwandten, den Südamerikanischen Lungenfischen (Lepidosiren) und den Afrikanischen Lungenfischen (Protopterus), nicht bei Trockenheit im Schlamm verkapseln und dort überdauern.

## Fortpflanzung
Lungenfische vermehren sich ovipar und legen bis zu 5000 Eier pro Nest. Die Eier des Australischen und der Afrikanischen Lungenfische haben einen Durchmesser von 3 bis 4 mm, die des Südamerikanischen Lungenfisches sind mit 6 bis 7 mm größer. Die Eier werden im Müller-Gang von einer gelatinösen Substanz umhüllt. Afrikanische und Südamerikanische Lungenfische bauen horizontale Gänge in die Gewässerufer, in die die Eier gelegt werden. Der Australische Lungenfisch klebt sie an Wasserpflanzen. Seine Larven schlüpfen nach 25 bis 30 Tagen. Sie haben keine äußeren Kiemen, während die der beiden anderen Gattungen über drei oder vier äußere Kiemenbüschel verfügen.

## Evolution

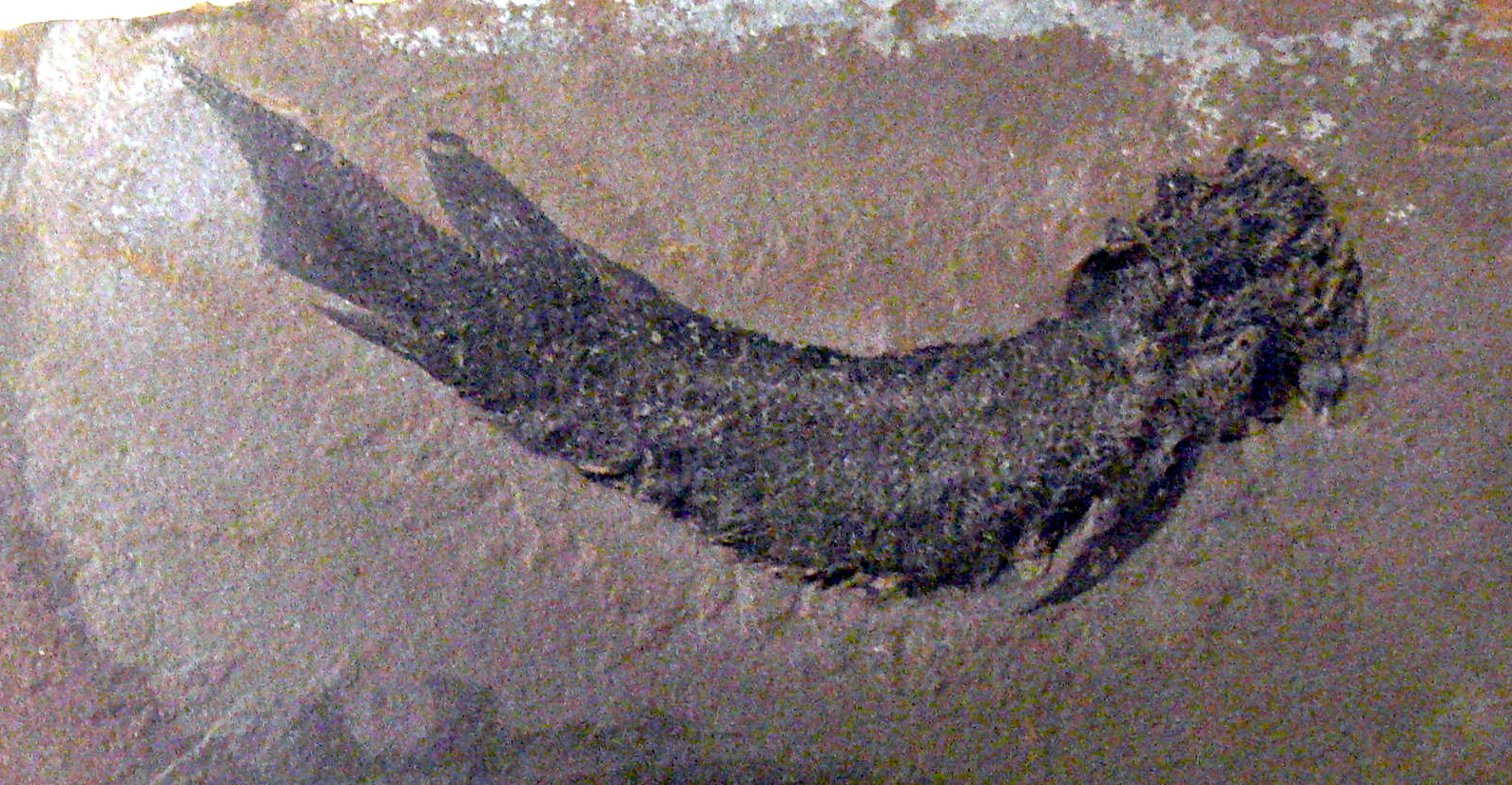
Fossil des mitteldevonischen Lungenfischs Dipterus valenciennesi im Museum für Naturkunde Berlin

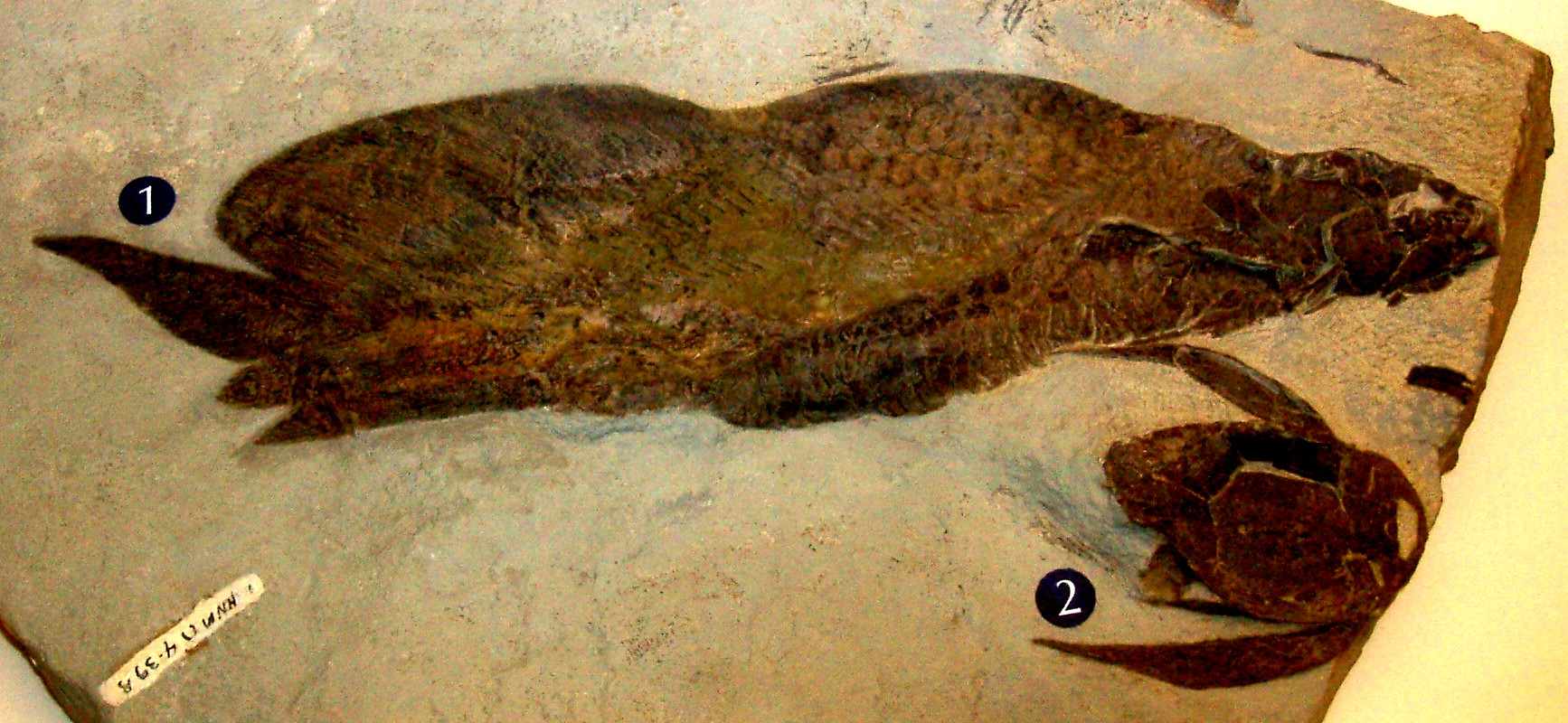
Fossil des devonischen Lungenfischs Scaumenacia curta

Im Erdaltertum (Paläozoikum) waren Lungenfische sowohl im Meer als auch in Süßgewässern verbreitet.
Die ersten Lungenfische sind aus dem erdgeschichtlichen Zeitalter des Devon aus der chinesischen Yunnan-Provinz bekannt. Aus dieser Zeit stammen auch die ersten, allerdings leeren fossilen Schlammkapseln. In solchen erhaltene Lungenfische sind erst aus dem Perm bekannt.
Die meisten Arten starben bei dem großen Massenaussterben der Perm-Trias-Grenze aus. Nur zwei Gruppen überlebten, die sich bis heute erhalten haben. Die Neoceratodontidae, die heute nur noch mit einer Art vertreten sind, hatten im Erdmittelalter eine weltweite Verbreitung.
Die relativ engen Verwandten der Quastenflosser und Lungenfische, die Rhipidistia, werden in der Paläontologie vielfach als Vorfahren der ersten Landwirbeltiere (Tetrapoda) angesehen. Der Aufbau ihres Skelettes ähnelt Ichthyostega, einem Fossil, das als eines der ersten Amphibien und damit als Landwirbeltier angesehen wird. Tiktaalik ist eine Übergangsform zwischen fischartigen Fleischflossern und Landwirbeltieren.
Für eine enge Verwandtschaft der Lungenfische mit den Landwirbeltieren sprechen zudem eine ganze Reihe von gemeinsamen Merkmalen, insbesondere die Schädelstruktur, der Ansatz einer Trennung von sauerstoffreichem Blut aus der Lunge und sauerstoffarmem Blut aus dem Körper und die vier etwa gleich großen Extremitäten, die in Form und Lage den Beinen der Landwirbeltiere entsprechen.
Im Jahr 1996 wurde eine Analyse publiziert, nach der die Erbsubstanz der Lungenfische nahe der stammesgeschichtlichen Wurzel aller Wirbeltiere steht.

## Genomgröße
Die noch lebenden Arten der Lungenfische haben das komplexeste Genom aller bekannten Lebewesen. Der Südamerikanische Lungenfisch besitzt mit ca. 90 Milliarden (9,1 × 1010) Basenpaaren das größte bisher bekannte tierische Genom, das ist über dreißig mal umfangreicher als das eines Menschen. Ältere, aber wohl ungenauere Untersuchungen zeigen mit etwa 133 Pikogramm noch größere Genome, die bei der afrikanischen Art Äthiopischer Lungenfisch gefunden wurden.

## Systematik
Die rezenten Lungenfische und ihre unmittelbaren ausgestorbenen Verwandten werden in der Ordnung Ceratodontiformes zusammengefasst. Sie kommen in sechs Arten in Afrika, Australien und Südamerika vor. Sie werden in drei Familien und drei Gattungen unterteilt, wobei es in Afrika vier Vertreter einer Gattung gibt:
- Ordnung Ceratodontiformes
  - Unterordnung Ceratodontoidei
    - Familie Ceratodontidae
      - Ceratodus (Trias)

    - Familie Neoceratodontidae

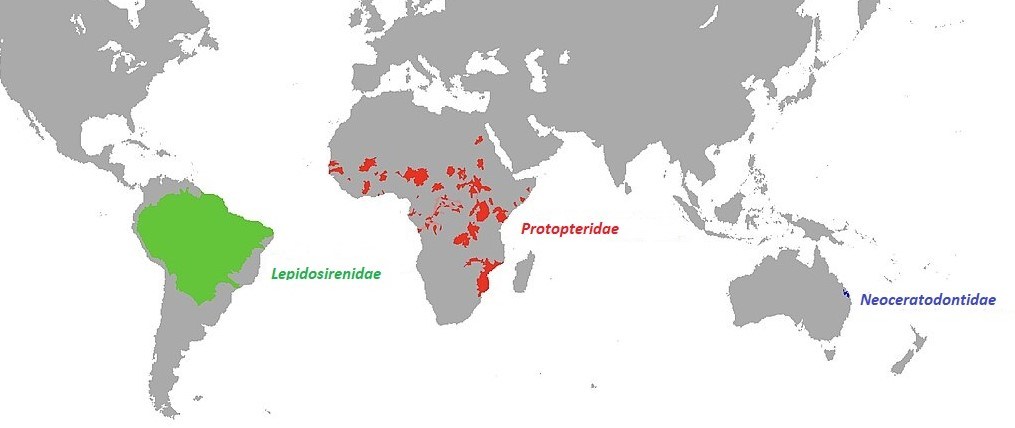
Die Verbreitungsgebiete der rezenten Lungenfischgattungen

      - Australischer Lungenfisch (Neoceratodus forsteri)

  - Unterordnung Lepidosirenoidei
    - Familie Lepidosirenidae
      - Südamerikanischer Lungenfisch (Lepidosiren paradoxa)

    - Familie Afrikanische Lungenfische (Protopteridae)
      - Äthiopischer Lungenfisch (Protopterus aethiopicus)
      - Ostafrikanischer Lungenfisch (Protopterus amphibius)
      - Westafrikanischer Lungenfisch (Protopterus annectens)
      - Kongo-Lungenfisch (Protopterus dolloi)

Die stammesgeschichtlichen Abstammungsverhältnisse der heute lebenden Arten lassen sich dem folgenden Diagramm entnehmen:
|                                                 | Südamerikanischer Lungenfisch (Lepidosiren paradoxa) |
|                                                 | |
| Afrikanische Lungenfische (Protopterus)         | \| \| Äthiopischer Lungenfisch (Protopterus aethiopicus) \| \| \| \| \| \| Ostafrikanischer Lungenfisch (Protopterus amphibius) \| \| \| \| \| \| Afrikanischer Lungenfisch (Protopterus annectens) \| \| \| \| \| \| Kongo-Lungenfisch (Protopterus dolloi) \| \| Vorlage:Klade/Wartung/3 Vorlage:Klade/Wartung/4 \| \| |
|                                                 | \| \| Äthiopischer Lungenfisch (Protopterus aethiopicus) \| \| \| \| \| \| Ostafrikanischer Lungenfisch (Protopterus amphibius) \| \| \| \| \| \| Afrikanischer Lungenfisch (Protopterus annectens) \| \| \| \| \| \| Kongo-Lungenfisch (Protopterus dolloi) \| \| Vorlage:Klade/Wartung/3 Vorlage:Klade/Wartung/4 \| \| |
|                                                 | Äthiopischer Lungenfisch (Protopterus aethiopicus) |
|                                                 | |
|                                                 | Ostafrikanischer Lungenfisch (Protopterus amphibius) |
|                                                 | |
|                                                 | Afrikanischer Lungenfisch (Protopterus annectens) |
|                                                 | |
|                                                 | Kongo-Lungenfisch (Protopterus dolloi) |
| Vorlage:Klade/Wartung/3 Vorlage:Klade/Wartung/4 | |

|                                                 | Äthiopischer Lungenfisch (Protopterus aethiopicus)   |
|                                                 |                                                      |
|                                                 | Ostafrikanischer Lungenfisch (Protopterus amphibius) |
|                                                 |                                                      |
|                                                 | Afrikanischer Lungenfisch (Protopterus annectens)    |
|                                                 |                                                      |
|                                                 | Kongo-Lungenfisch (Protopterus dolloi)               |
| Vorlage:Klade/Wartung/3 Vorlage:Klade/Wartung/4 |                                                      |

|                                                 | Südamerikanischer Lungenfisch (Lepidosiren paradoxa) |
|                                                 | |
| Afrikanische Lungenfische (Protopterus)         | \| \| Äthiopischer Lungenfisch (Protopterus aethiopicus) \| \| \| \| \| \| Ostafrikanischer Lungenfisch (Protopterus amphibius) \| \| \| \| \| \| Afrikanischer Lungenfisch (Protopterus annectens) \| \| \| \| \| \| Kongo-Lungenfisch (Protopterus dolloi) \| \| Vorlage:Klade/Wartung/3 Vorlage:Klade/Wartung/4 \| \| |
|                                                 | \| \| Äthiopischer Lungenfisch (Protopterus aethiopicus) \| \| \| \| \| \| Ostafrikanischer Lungenfisch (Protopterus amphibius) \| \| \| \| \| \| Afrikanischer Lungenfisch (Protopterus annectens) \| \| \| \| \| \| Kongo-Lungenfisch (Protopterus dolloi) \| \| Vorlage:Klade/Wartung/3 Vorlage:Klade/Wartung/4 \| \| |
|                                                 | Äthiopischer Lungenfisch (Protopterus aethiopicus) |
|                                                 | |
|                                                 | Ostafrikanischer Lungenfisch (Protopterus amphibius) |
|                                                 | |
|                                                 | Afrikanischer Lungenfisch (Protopterus annectens) |
|                                                 | |
|                                                 | Kongo-Lungenfisch (Protopterus dolloi) |
| Vorlage:Klade/Wartung/3 Vorlage:Klade/Wartung/4 | |

|                                                 | Äthiopischer Lungenfisch (Protopterus aethiopicus)   |
|                                                 |                                                      |
|                                                 | Ostafrikanischer Lungenfisch (Protopterus amphibius) |
|                                                 |                                                      |
|                                                 | Afrikanischer Lungenfisch (Protopterus annectens)    |
|                                                 |                                                      |
|                                                 | Kongo-Lungenfisch (Protopterus dolloi)               |
| Vorlage:Klade/Wartung/3 Vorlage:Klade/Wartung/4 |                                                      |

Die Trennung der zu Neoceratodus führenden Linie von den Afrikanischen und südamerikanischen Lungenfischen fand vor etwa 300 Millionen Jahren am Ende des Karbon statt, Lepidosiren und Protopterus sind seit dem Ende des Jura vor 145 Millionen Jahren eigenständige evolutionäre Linien.